# Уклеино
Уклеино — деревня в Себежском районе Псковской области России.
Входит в состав городского поселения Идрица.

## География
Расположена на северном прибрежье Уклейнского озера, в 23 км к юго-востоку от посёлка Идрица и в 5 км к юго-западу от бывшего волостного центра Сутоки.

## История
С 1817 года владельцем имения Уклеина Себежского уезда Витебской губернии являлся Николай Иванович фон Бек. Далее владельцем имения была Вера Каролина Шарлотта Николаевна Бек (Бартошевская).
С января 1995 до апреля 2015 года деревня входила в состав ныне упразднённой Красной волости.

## Население
| 2001 | 2002 | 2010 |
| ---- | ---- | ---- |
| 52   | ↘46  | ↘29  |

Численность населения деревни по оценке на начало 2001 года составляла 52 жителя.
Согласно результатам переписи 2002 года, в национальной структуре населения русские составляли 98 % от общей численности в 46 чел..

## Инфраструктура
Личное подсобное хозяйство.

## Транспорт
Автомобильная дорога общего пользования местного значения «Уклеино — Малиновка»	(идентификационный номер 58-254-835 ОП МП 58Н-114), протяжённостью 4 км.